# Kindly Bent to Free Us
Kindly Bent to Free Us är det amerikanska progressiva metal/rock-bandet Cynics tredje studioalbum, släppt 2014 av skivbolaget Season of Mist.

## Låtförteckning
1. "True Hallucination Speak" – 6:03
2. "The Lion's Roar" – 4:35
3. "Kindly Bent to Free Us" – 6:27
4. "Infinite Shapes" – 4:57
5. "Moon Heart Sun Head" – 5:21
6. "Gitanjali" – 3:58
7. "Holy Fallout" – 6:35
8. "Endlessly Bountiful" – 3:56

Text och musik: Masvidal, Reinert, Malone

## Medverkande
Musiker (Cynic-medlemmar)
- Paul Masvidal – sång, gitarr, keyboard
- Sean Reinert – trummor
- Sean Malone – basgitarr, Chapman Stick

Produktion
- Paul Masvidal – producent
- Sean Reinert – producent
- Sean Malone – producent
- Jason Donaghy – ljudtekniker
- R. Walt Vincent – ljudmix
- Maor Appelbaum – mastering
- Travis Smith – omslagsdesign
- Robert Venosa – omslagskonst